# Argocoffeopsis spathulata
Argocoffeopsis spathulata là một loài thực vật có hoa trong họ Thiến thảo. Loài này được A.P.Davis & Sonké mô tả khoa học đầu tiên năm 2008.